# Walter Walsh
Pułkownik Walter Rudolph Nicholas Walsh (ur. 4 maja 1907 w Union City, zm. 29 kwietnia 2014 w Arlington) – amerykański agent FBI, nauczyciel strzelectwa w United States Marine Corps i strzelec na igrzyskach olimpijskich. Dołączył do FBI w 1934. Został zapamiętany za złapanie Arthura Barkera i zabicie Ala Brady’ego.
Walsh był najstarszym emerytowanym agentem FBI. Wystartował na Letnich Igrzyskach Olimpijskich 1948 w konkurencji strzeleckiej. Do czasu swojej śmierci w 2014 roku był najstarszym dotąd żyjącym uczestnikiem igrzysk.
Walsh do 2000 roku był trenerem strzeleckiego zespołu olimpijskiego. Gdy miał 100 lat pojawił się na odtworzeniu strzelaniny z Alem Bradym w Bangor, w Maine. Podczas wydarzenia pojawił się z tablicą pamiątkową i kluczem do miasta.
Walsh urodził się w Union City, w stanie New Jersey. Studiował w Rutgers Law School. Do Gwardii Narodowej Stanów Zjednoczonych dołączył już w 1928.
Walsh miał trzy córki i dwóch synów. Jego żona umarła wcześniej niż on. Umarł w swoim domu w Arlington z przyczyn naturalnych, kilka dni przed swoimi 107. urodzinami.